# Liste der Baudenkmäler in Pielenhofen
Auf dieser Seite sind die Baudenkmäler in der Oberpfälzer Gemeinde Pielenhofen zusammengestellt. Diese Tabelle ist eine Teilliste der Liste der Baudenkmäler in Bayern. Grundlage ist die Bayerische Denkmalliste, die auf Basis des Bayerischen Denkmalschutzgesetzes vom 1. Oktober 1973 erstmals erstellt wurde und seither durch das Bayerische Landesamt für Denkmalpflege geführt wird. Die folgenden Angaben ersetzen nicht die rechtsverbindliche Auskunft der Denkmalschutzbehörde.
 Die Liste gibt den Fortschreibungsstand vom 27. Oktober 2017 wieder und umfasst zwölf Baudenkmäler.

## Baudenkmäler nach Ortsteilen

### Pielenhofen
| Lage                                                                                | Objekt                                                              | Beschreibung | Akten-Nr.     | Bild           |
| ----------------------------------------------------------------------------------- | ------------------------------------------------------------------- | --- | ------------- | -------------- |
| Angerstraße 16 (Standort)                                                           | Wohnhaus                                                            | Zweigeschossiger und giebelständiger Satteldachbau, im Kern 17./18. Jahrhundert. | D-3-75-184-1  | Wohnhaus       |
| Angerstraße 21 (Standort)                                                           | Wohnhaus                                                            | Zweigeschossiger und giebelständiger Satteldachbau mit Stuckverzierungen, bezeichnet mit „1782“ und „1795“, im Kern 16./17. Jahrhundert. | D-3-75-184-2  | Wohnhaus       |
| Forststraße 4 (Standort)                                                            | Forstamt                                                            | Zweigeschossiger Walmdachbau mit Putzgliederungen, 1886/87. | D-3-75-184-3  | Forstamt       |
| Klosterstraße 2 (Standort)                                                          | Ehemalige Klostermühle                                              | Drei- bis viergeschossiger und traufständiger Satteldachbau mit unterschlächtigen Wasserrädern und Wasserdurchlass am Naabkanal, 16. Jahrhundert. | D-3-75-184-4  | weitere Bilder |
| Klosterstraße 6 (Standort)                                                          | Klostergaststätte                                                   | Zweigeschossiger und traufständiger Satteldachbau mit rundbogigen Erdgeschossfenstern, im Kern 18. Jahrhundert. | D-3-75-184-5  | weitere Bilder |
| Klosterstraße 12; Klosterstraße 10; Nähe Klosterstraße; Rogeriusstraße 2 (Standort) | Ehemaliges Zisterzienserinnenkloster, später Salesianerinnenkloster | Gründung vor 1237, Neubau 1692–1739, Auflösung 1803. Katholische Pfarrkirche und ehemalige Klosterkirche Mariä Himmelfahrt, Wandpfeilerkirche mit Satteldächern und Doppelturmfassade mit Giebelfront und Werksteingliederungen, bezeichnet mit „1719“, von Franz Beer; mit Ausstattung; Konvent, dreigeschossige Mehrflügelanlage mit Walmdächern, Eckturm mit Haubendach und Säulenportal mit Schweifgiebel und Wappen, 1702–39 auf mittelalterlicher Grundlage; Klostereinfahrt, sogenannter Portus Marianus, rundbogiges Tor mit Resten des Torhauses und anschließendem ein- bis zweigeschossigem Walmdachvorbau, 13./14. Jahrhundert und 17. Jahrhundert; Klostermauer, mit spitzbogigem Tor und mehreren korbbogigen Toren, im Kern gotisch. | D-3-75-184-6  | weitere Bilder |
| Mühlbach (Standort)                                                                 | Kammerschleuse                                                      | Mit gemauerten Seitenwänden und hölzernen Schleusentoren; zugehöriger Kanal mit gemauerten Ufern; 1836/37. | D-3-75-184-20 | Kammerschleuse |
| Rogeriusstraße 4 (Standort)                                                         | Katholisches Pfarrhaus                                              | Zweigeschossiger Walmdachbau mit Zwerchflügel, um 1750. | D-3-75-184-10 | BW             |
| Nähe Rogeriusstraße (Standort)                                                      | Friedhofskapelle St. Peter                                          | Chor der ehemaligen Leutkirche, giebelständiger Satteldachbau, im Kern gotisch; mit Ausstattung. | D-3-75-184-12 | weitere Bilder |
| Uferbreite (Standort)                                                               | Wieskapelle zum Gegeißelten Heiland                                 | Giebelständiger und abgewalmter Satteldachbau, 18. Jahrhundert; mit Ausstattung und Hochwassermarke von 1845. | D-3-75-184-14 | weitere Bilder |

### Berghof
| Lage                        | Objekt                | Beschreibung                                                                            | Akten-Nr.     | Bild           |
| --------------------------- | --------------------- | --------------------------------------------------------------------------------------- | ------------- | -------------- |
| Berghofer Felder (Standort) | Wegkapelle Maria Hilf | Offenes Gehäuse mit abgewalmtem Satteldach und Schindeldeckung, Anfang 19. Jahrhundert. | D-3-75-184-16 | weitere Bilder |

### Dettenhofen
| Lage                    | Objekt               | Beschreibung                                            | Akten-Nr.     | Bild                 |
| ----------------------- | -------------------- | ------------------------------------------------------- | ------------- | -------------------- |
| Nähe Waldweg (Standort) | Wegkapelle St. Maria | Satteldachbau mit rundbogigem Eingang, 19. Jahrhundert. | D-3-75-184-17 | Wegkapelle St. Maria |